# Lokoro (Kalfou)
Ne doit pas être confondu avec Lokoro.
Lokoro est une localité du Cameroun située dans la commune de Kalfou, le département du Mayo-Danay et la Région de l'Extrême-Nord, à proximité de la frontière avec le Tchad.

## Population
En 1967, la localité comptait 1 187 habitants, principalement des Toupouri
Lors du recensement de 2005, on y a dénombré 946 personnes.